# Sankt Jakob im Walde

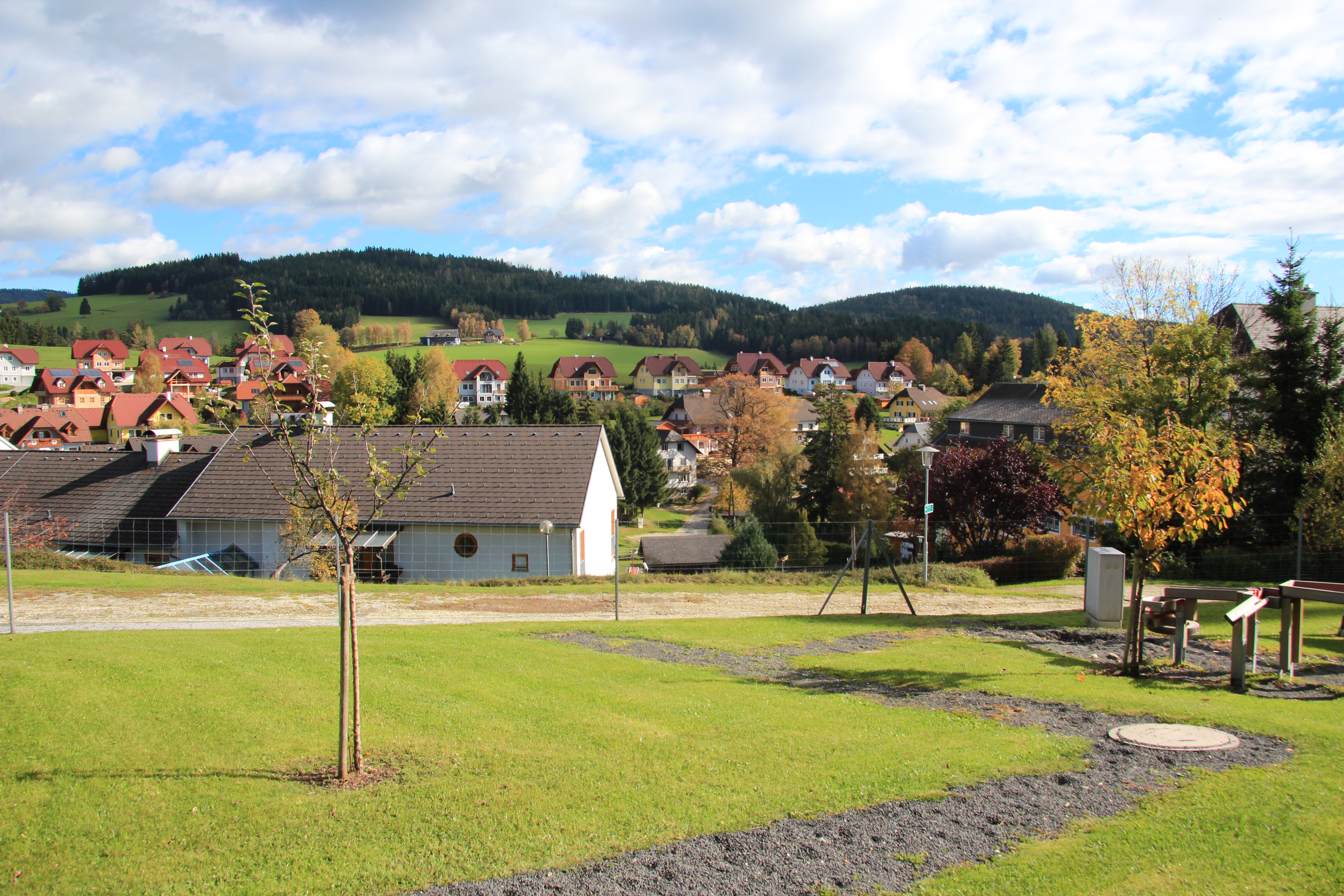
Vista de Sankt Jakob im Walde

Sankt Jakob im Walde es un municipio ubicado en el distrito de Hartberg-Fürstenfeld, en el estado de Estiria, Austria. Tiene una población estimada, a inicios de 2021, de 1037 habitantes.

## Historia
El municipio actual data del año 30 antes de Cristo. Fue conquistado por los romanos y desde entonces perteneció a la provincia de Oberpannionien. En el año 799 cayó bajo el dominio de los ávaros, que a su vez fueron derrotados en el año 982 por los francos. La localidad se anexó a Carintia y pasó a ser administrada por los Trangau.
Sankt Jakob fue mencionado oficialmente por primera vez en el año 1170. Entre 1529 y 1533 el pueblo fue devastado por los turcos y a mediados del siglo XVII surgió una epidemia de peste que les costó la vida a 60 lugareños.
En 1886 se produjo un gran incendio en el que fueron afectadas varias casas y la iglesia local.
En el período de la Segunda Guerra Mundial, desde el 7 de abril hasta el 8 de mayo de 1945 fue escenario de batallas entre tropas alemanas y rusas. Durante este período la localidad fue capturada e incendiada en cinco ocasiones.

## Geografía
Alrededor de Sankt Jakob existen numerosas montañas de más de 1000 metros de altitud: Blasenkogel (1313 metros), Eggberg (1215 metros), Wienhoferkogel (1206 metros), Ochsenkopf (1191 metros), Arzberg (1111 metros), Lechenbauerkogel (1097 metros) y Rottalberg (1003 metros).
En el municipio se encuentran las siguientes localidades: Filzmoos (211 habitantes), Kaltenegg (113 habitantes), Kirchenviertel (552 habitantes) y Steinhöf (161 habitantes). La cantidad de habitantes estimada es al 1° de enero de 2021.